# Mountain-Zebra-Nationalpark
Der Mountain-Zebra-Nationalpark (deutsch: Bergzebra-Nationalpark, englisch Mountain Zebra National Park) liegt 235 km nördlich von Gqeberha, in der Nähe der südafrikanischen Stadt Cradock. Er wurde als Schutzgebiet für das Kap-Bergzebra, einer Unterart des Bergzebras, gegründet.
Das Kap-Bergzebra zählt zu den seltensten größeren Säugetieren. Es unterscheidet sich von anderen Zebraarten unter anderem durch seine kürzere Mähne und sein Leben in engen Familienverbänden. Der Schutz in diesem Reservat gelingt so gut, dass mittlerweile hier eine größere Population gedeiht und Zebrafamilien an andere Wildreservate abgegeben werden konnten.

## Geschichte
In den frühen 1930er Jahren war das Kap-Bergzebra vom Aussterben bedroht. Das National Parks Board of Trustees proklamierte 1938 nach dem Kauf der Farm „Babylons Toren“ in Cradock im Jahr zuvor ein 17,12 km² großes Gebiet zum Schutz der Zebras. Die Bergzebrapopulation des Parks umfasste nur fünf Hengste und eine Stute und reichte nicht aus, um die Population zu vergrößern. Bis 1950 waren nur noch zwei Hengste übrig, und ein benachbarter Farmer verbesserte den Zuchtpool, indem er elf Zebras, fünf Hengste und sechs Stuten, an den Park spendete. Trotzdem nahm der Bestand nicht wesentlich zu und 1964 gab es nur noch 25 Zebras im Park. So wurde die Größe des Parks auf 65,36 km² erhöht und weitere sechs Zebras wurden dem Park gespendet. Im Laufe der nächsten zehn Jahre stieg die Zahl der Zebras stetig auf etwa 140, sodass die Tiere im De Hoop Nature Reserve wieder am Westkap angesiedelt werden konnten.
Seit 1978 gehören der Fang und die Umsiedlung von Bergzebras in neue Lebensräume zum routinemäßigen Management des Parks. 2015 umfasste die Herde des Parks über 700 Tiere, und durchschnittlich etwa 20 Tiere werden jedes Jahr umgesiedelt. Im Laufe der Jahre wurden weitere Farmen gekauft, um den Park auf die aktuelle Größe von 284 km² zu vergrößern.

## Fauna
Neben dem Kap-Bergzebra sind hier eine ganze Reihe von Antilopen, Steppenzebras, Kaffernbüffel, Spitzmaulnashörner, Braune Hyänen, Erdferkel, Bärenpaviane, Grüne Meerkatzen, Buschschweine sowie einige der afrikanischen Katzen zu beobachten. Die größten darunter sind Geparde und Löwen. Die Löwen wurden hier im April 2013 ausgewildert, nachdem sie etwa 130 Jahre zuvor in der Gegend ausgerottet worden waren. Ein raubtiersicherer Zaun, der den Nationalpark begrenzt, verhindert seit 2007, dass die Raubtiere auf angrenzendes Siedlungsland gelangen können. Außerdem sind hier Karakale zu beobachten. Unter den Antilopenarten ist die Elenantilope die größte. Daneben kommen Großer Kudu, Bergriedbock, Südafrikanischer Spießbock, Südafrikanische Kuhantilope, Weißschwanzgnu, Buntböcke, Springbock, Kronenducker, Steinböckchen, Klippspringer und Rehantilope vor.

## Tourismus
Durch Besuchsmöglichkeiten kann der Park erlebt werden. In Familienhütten und auf Campingplätzen bestehen Übernachtungs- und Urlaubsangebote. Mit geführten Wanderungen kann der Park besucht werden. Aufgrund der angriffslustigen Büffel wurde das Wandern in diesem Gebiet untersagt. Dafür bietet dieses Wildreservat mit seinem niedrigen Unterholz den Vorteil, dass sich vom Aufo aus die Tiere besonders gut beobachten lassen.

### Impressionen

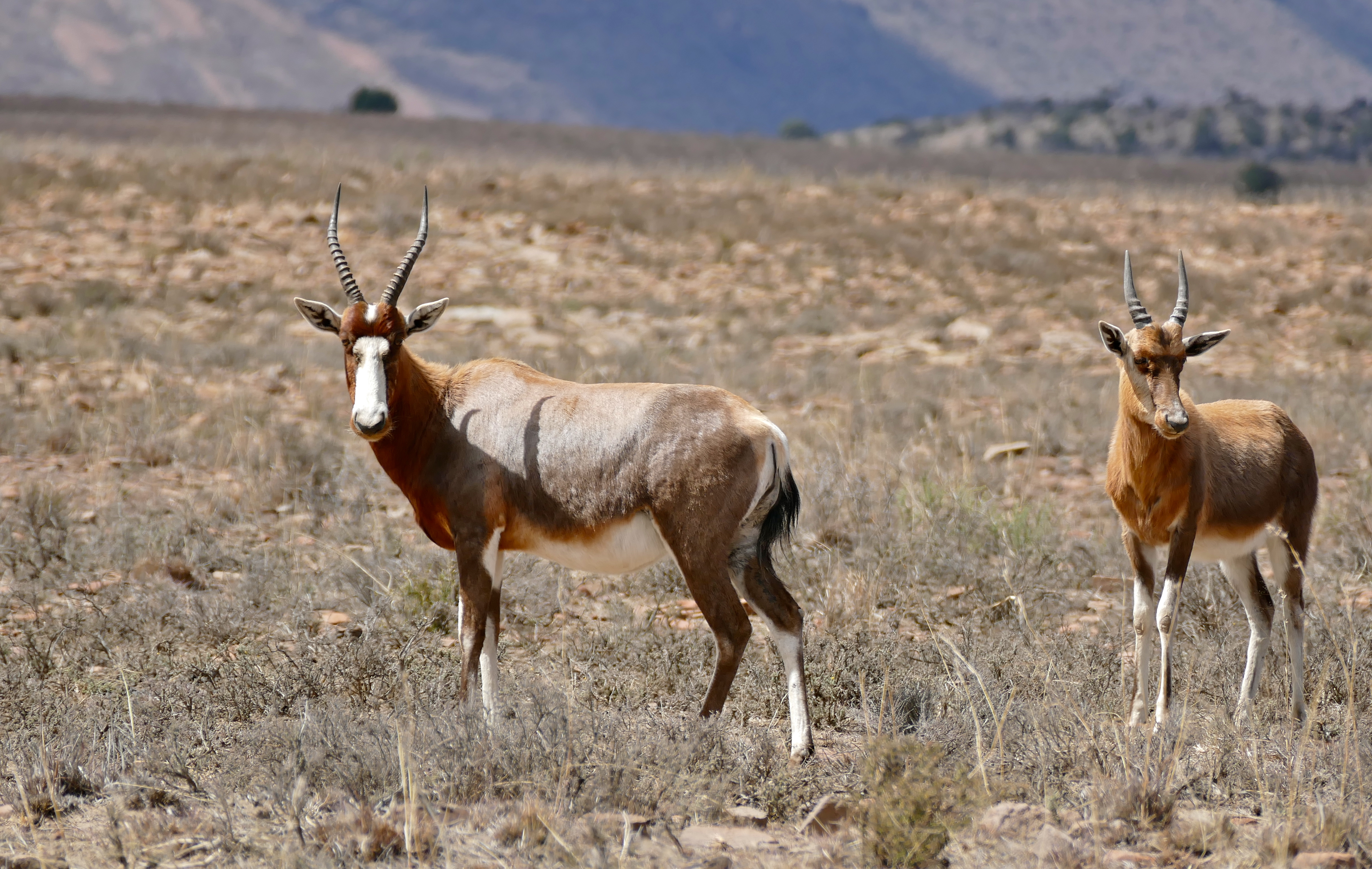
Buntbock-Antilopen
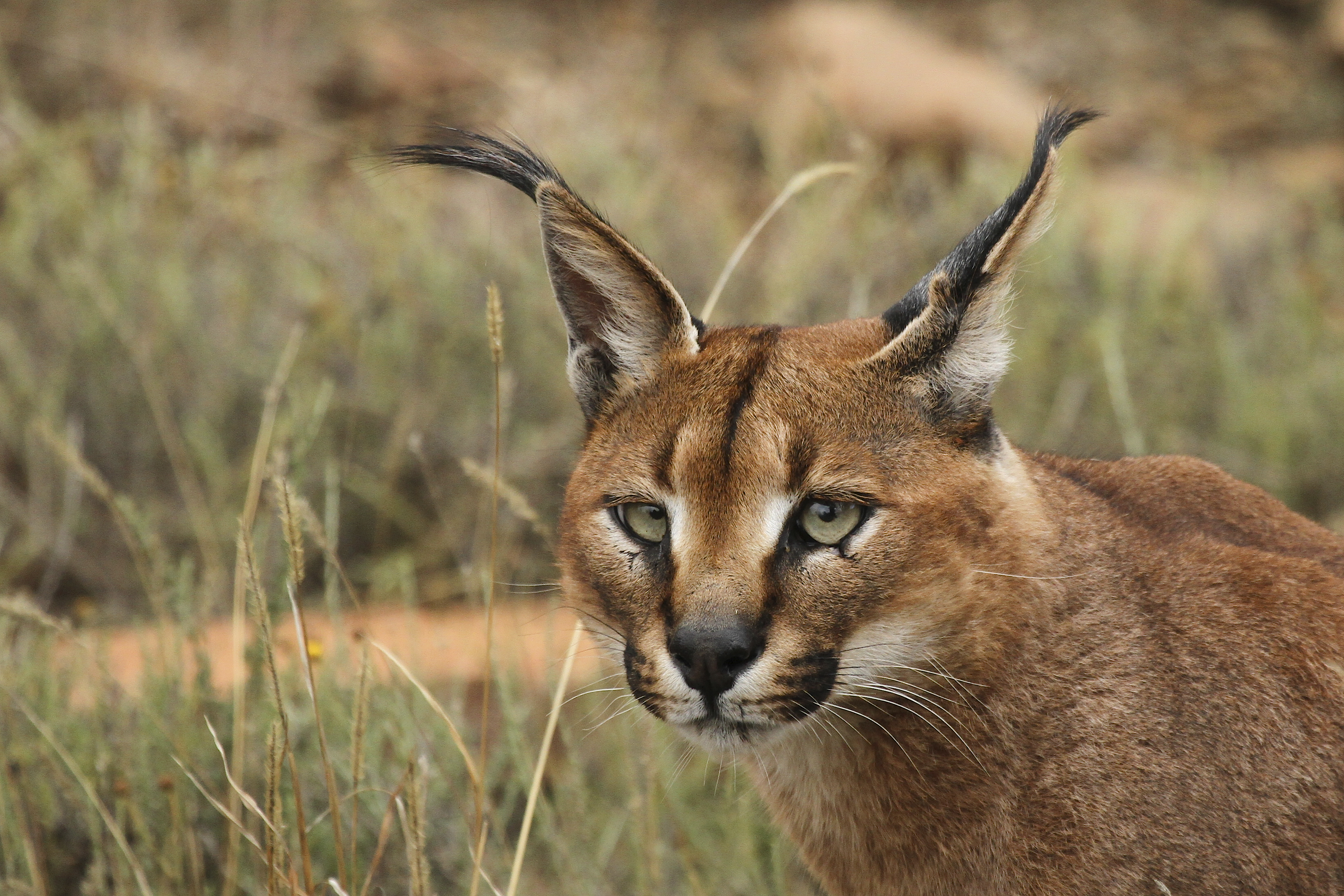
Karakal im Mountain-Zebra-Nationalpark
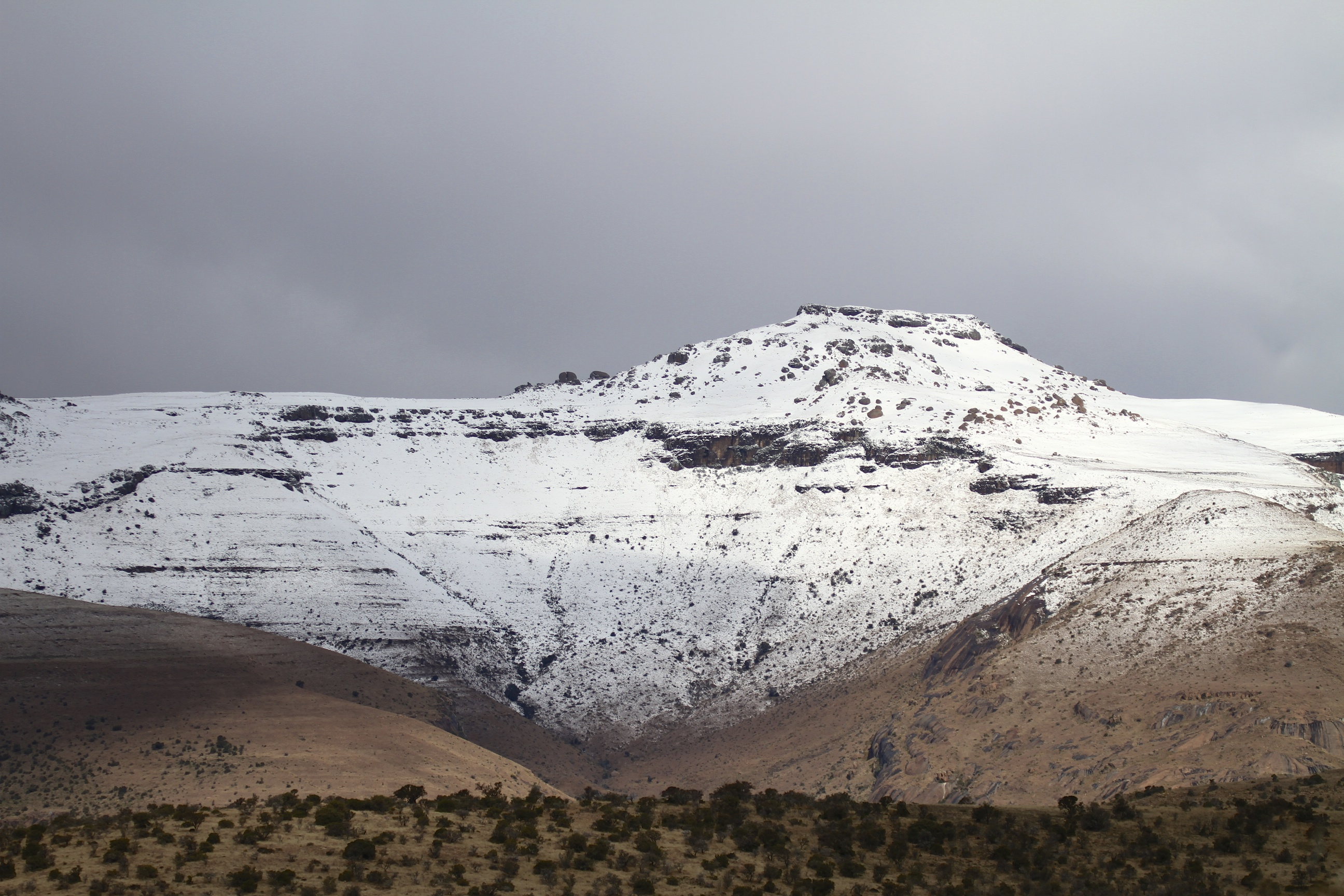
Bankberg Mountains
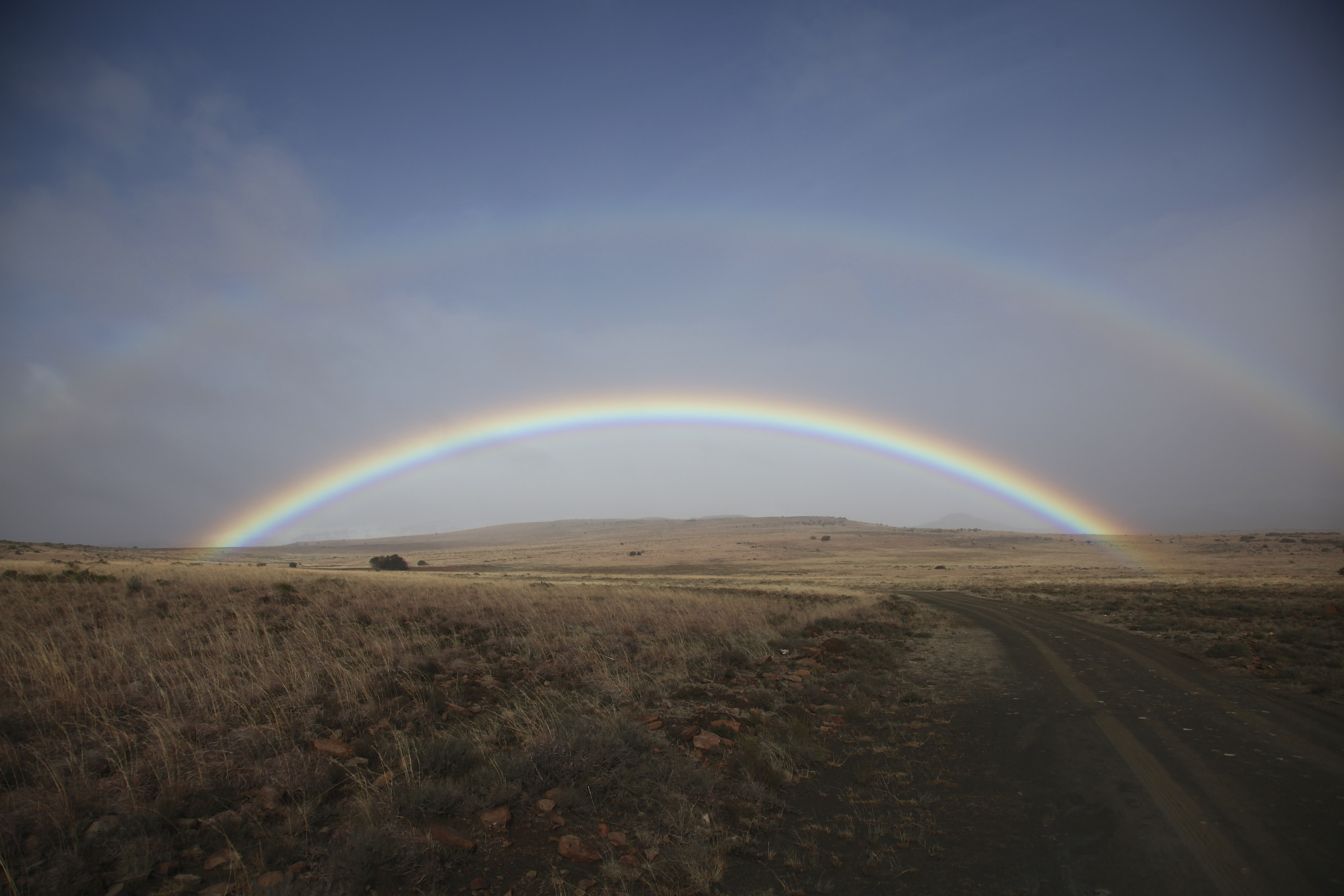
Die offene Landschaft bietet gute Möglichkeiten zur Tierbeobachtung
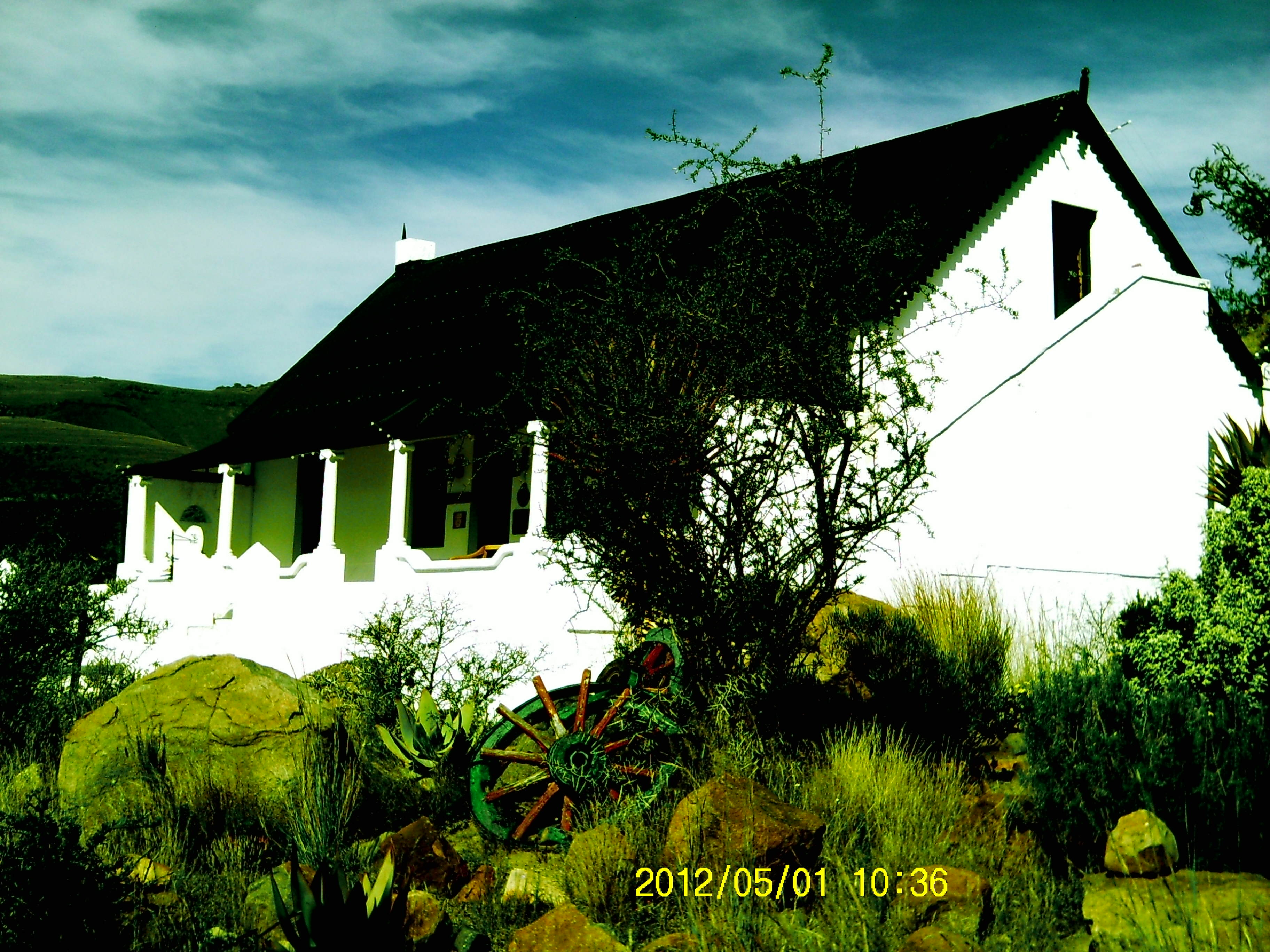
Gästehaus
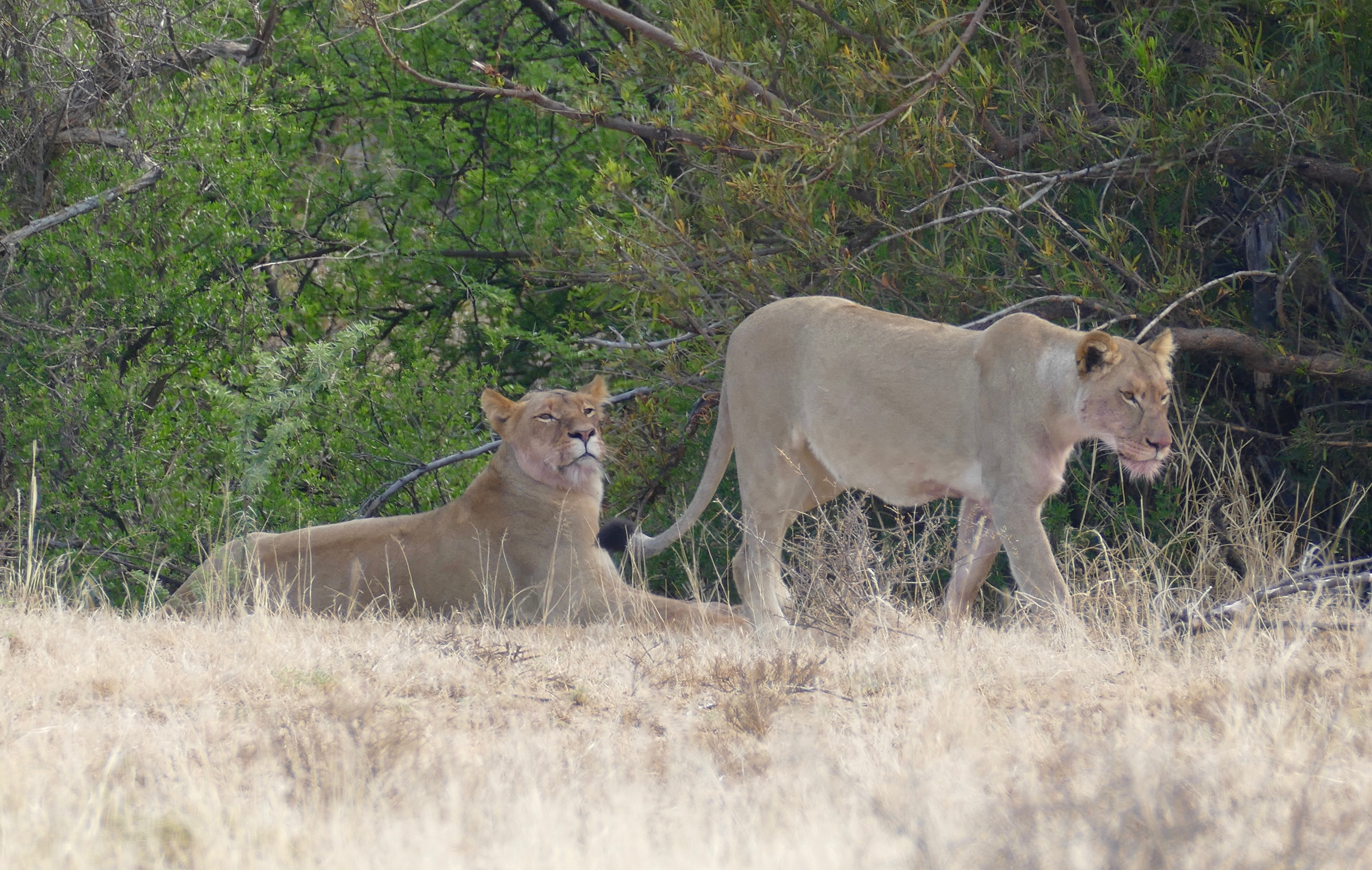
Löwen sind im Nationalpark wieder ausgewildert worden
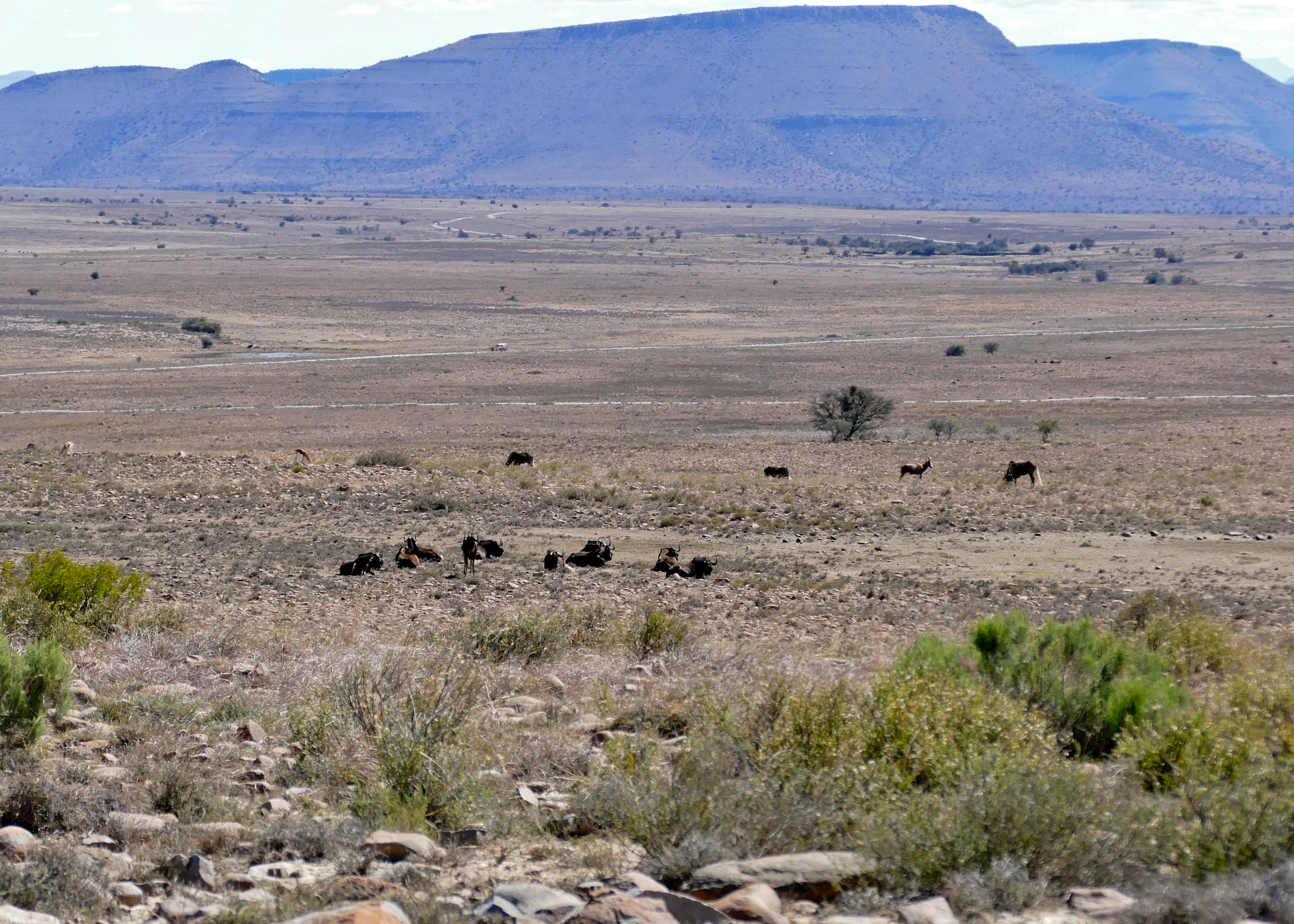
Landschaft im Nationalpark mit Springböcken, Weißschwanzgnus und Blessböcken
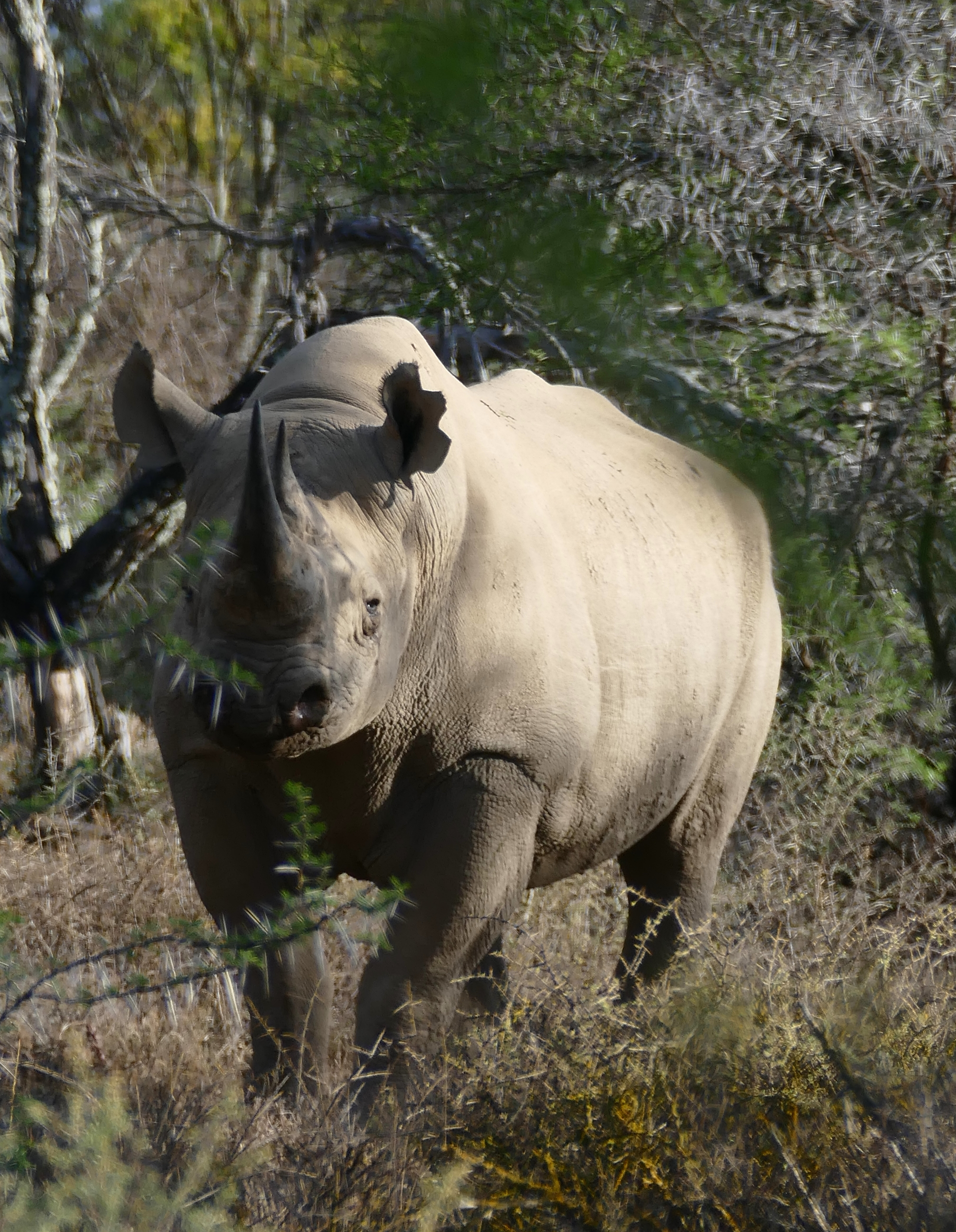
Spitzmaulnashorn im Nationalpark